# Lista stadionów piłkarskich w Niemczech
Lista stadionów piłkarskich w Niemczech składa się z obiektów drużyn znajdujących się w Bundeslidze (I poziomie ligowym Niemiec) oraz 2. Bundeslidze (II poziomie ligowym Niemiec). Na najwyższym poziomie rozgrywkowym znajduje się 18 drużyn, oraz na drugim poziomie również 18 drużyn, których stadiony zostały przedstawione w poniższej tabeli według kryterium pojemności, od największej do najmniejszej. Tabela uwzględnia również miejsce położenia stadionu (miasto oraz region), klub do którego obiekt należy oraz rok jego otwarcia lub renowacji.
Do listy dodano również stadiony o pojemności powyżej 15 tysięcy widzów, które są areną domową drużyn z niższych lig lub obecnie w ogóle nie rozgrywano mecze piłkarskie.
Na dziewięciu stadionach z listy: Olympiastadion w Berlinie Zachodnim, Westfalenstadion w Dortmundzie, Rheinstadion w Düsseldorfie, Waldstadion we Frankfurcie nad Menem, Parkstadion w Gelsenkirchen, Volksparkstadion w Hamburgu, Niedersachsenstadion w Hanowerze, Olympiastadion w Monachium, Neckarstadion w Stuttgarcie zostały rozegrane Mistrzostwa Świata w Piłce Nożnej 1974, które organizowała RFN. Na Olympiastadion w Monachium został rozegrany finał tych mistrzostw.
Na ośmiu stadionach z listy: Müngersdorfer Stadion w Kolonii, Neckarstadion w Stuttgarcie, Niedersachsenstadion w Hanowerze, Olympiastadion w Monachium, Parkstadion w Gelsenkirchen, Rheinstadion w Düsseldorfie, Volksparkstadion w Hamburgu oraz Waldstadion we Frankfurcie zostały rozegrane Mistrzostwa Europy w Piłce Nożnej 1988, które organizowały Niemcy. Na Olympiastadion w Monachium został rozegrany finał tych mistrzostw.
Na dwunastu stadionach z listy: Olympiastadion w Berlinie, FIFA WM-Stadion Dortmund w Dortmundzie, FIFA WM-Stadion Frankfurt we Frankfurcie nad Menem, FIFA WM-Stadion Gelsenkirchen w Gelsenkirchen, FIFA WM-Stadion Hamburg w Hamburgu, FIFA WM-Stadion Hannover w Hanowerze, Fritz-Walter-Stadion w Kaiserslautern, FIFA WM-Stadion Köln w Kolonii, Zentralstadion w Lipsku, FIFA WM-Stadion München w Monachium, Frankenstadion w Norymberdze oraz Gottlieb-Daimler Stadion w Stuttgarcie zostały rozegrane Mistrzostwa Świata w Piłce Nożnej 2006, które organizowały Niemcy. Na Olympiastadion w Berlinie został rozegrany finał tych mistrzostw.
Legenda:

    – stadiony IV kategorii UEFA

    – stadiony w budowie lub przebudowie

    – stadiony zamknięte lub zburzone
| Lp  | Nazwa stadionu                  | Miejscowość              | Region                        | Drużyny                                                        | Otwarty / renowacja | Pojemność       | Zdjęcie |
| --- | ------------------------------- | ------------------------ | ----------------------------- | -------------------------------------------------------------- | ------------------- | --------------- | ------- |
| 1   | Signal Iduna Park               | Dortmund                 | Nadrenia Północna-Westfalia   | Borussia Dortmund                                              | 1974/ 2012          | 80 645          |         |
| 2   | Allianz Arena                   | Monachium                | Bawaria                       | Bayern Monachium (2005–), TSV 1860 Monachium (2005–)           | 2005/ 2012          | 75 000          |         |
| 3   | Olympiastadion Berlin           | Berlin                   | Berlin                        | Hertha BSC (1963–)                                             | 1936/ 2004          | 74 649          |         |
| 4   | Olympiastadion München          | Monachium                | Bawaria                       | Bayern Monachium (1972–2005), TSV 1860 Monachium (1972–2005)   | 1972/ 2011          | 69 267          |         |
| 5   | Veltins-Arena                   | Gelsenkirchen            | Nadrenia Północna-Westfalia   | FC Schalke 04 (2001–)                                          | 2001                | 61 973          |         |
| 6   | MHPArena                        | Stuttgart                | Badenia-Wirtembergia          | VfB Stuttgart                                                  | 1933/ 1951          | 60 441          |         |
| 7   | Volksparkstadion                | Hamburg                  | Hamburg                       | Hamburger SV                                                   | 1953/ 1998          | 57 000          |         |
| 8   | Merkur Spiel-Arena              | Düsseldorf               | Nadrenia Północna-Westfalia   | Fortuna Düsseldorf (2004–)                                     | 2005                | 54 600          |         |
| 9   | Stadion im Borussia-Park        | Mönchengladbach          | Nadrenia Północna-Westfalia   | Borussia Mönchengladbach (2004–)                               | 2004                | 54 067          |         |
| 10  | Commerzbank-Arena               | Frankfurt nad Menem      | Hesja                         | Eintracht Frankfurt                                            | 1925/ 2005          | 51 500          |         |
| 11  | RheinEnergieStadion             | Kolonia                  | Nadrenia Północna-Westfalia   | 1. FC Köln                                                     | 1975                | 50 374          |         |
| 12  | Grundig Stadion                 | Norymberga               | Bawaria                       | 1. FC Nürnberg                                                 | 1923/ 2012          | 50 000          |         |
| 13  | Fritz-Walter-Stadion            | Kaiserslautern           | Nadrenia-Palatynat            | 1. FC Kaiserslautern                                           | 1920                | 49 780          |         |
| 14  | HDI-Arena                       | Hanower                  | Dolna Saksonia                | Hannover 96                                                    | 1954                | 49 000          |         |
| 15  | Red Bull Arena                  | Lipsk                    | Saksonia                      | RB Leipzig                                                     | 2004                | 44 345          |         |
| 16  | Weserstadion                    | Brema                    | Brema                         | Werder Brema                                                   | 1909                | 42 358          |         |
| 17  | Stadion Gladbeck                | Gladbeck                 | Nadrenia Północna-Westfalia   |                                                                | 1928                | 37 612          |         |
| 18  | Ludwigsparkstadion              | Saarbrücken              | Saara                         | 1. FC Saarbrücken                                              | 1953                | 35 303          |         |
| 19  | Grotenburg-Stadion              | Krefeld                  | Nadrenia Północna-Westfalia   | KFC Uerdingen 05                                               | 1927                | 34 500          |         |
| 20  | Coface Arena                    | Moguncja                 | Nadrenia-Palatynat            | 1. FSV Mainz 05                                                | 2011                | 34 034          |         |
| 21  | Tivoli                          | Akwizgran                | Nadrenia Północna-Westfalia   | Alemannia Aachen                                               | 2009                | 32 960          |         |
| 22  | Glücksgas-Stadion               | Drezno                   | Saksonia                      | Dynamo Drezno                                                  | 2009                | 32 066          |         |
| 23  | Abisol-Arena                    | Herne                    | Nadrenia Północna-Westfalia   | Westfalia Herne                                                | 1910                | 32 000          |         |
| 24  | Schauinsland-Reisen-Arena       | Duisburg                 | Nadrenia Północna-Westfalia   | MSV Duisburg                                                   | 2005                | 31 500          |         |
| 25  | SGL arena                       | Augsburg                 | Bawaria                       | FC Augsburg                                                    | 2009                | 30 660          |         |
| 26  | BayArena                        | Leverkusen               | Nadrenia Północna-Westfalia   | Bayer 04 Leverkusen                                            | 1958                | 30 210          |         |
| 27  | Rhein-Neckar-Arena              | Sinsheim                 | Badenia-Wirtembergia          | TSG 1899 Hoffenheim                                            | 2009                | 30 164          |         |
| 28  | Grünwalder Stadion              | Monachium                | Bawaria                       | Bayern Monachium (U-23, U-19), TSV 1860 Monachium (U-23, U-19) | 1911                | 30 100          |         |
| 29  | Volkswagen-Arena                | Wolfsburg                | Dolna Saksonia                | VfL Wolfsburg                                                  | 2002                | 30 000          |         |
| 30  | Billtalstadion                  | Hamburg                  | Hamburg                       | BFSV Atlantik 97, TSG Bergedorf                                | 1950                | 30 000          |         |
| 31  | DKB-Arena                       | Rostock                  | Meklemburgia-Pomorze Przednie | Hansa Rostock                                                  | 1954                | 29 754          |         |
| 32  | Wildparkstadion                 | Karlsruhe                | Badenia-Wirtembergia          | Karlsruher SC                                                  | 1923                | 29 699          |         |
| 33  | Rewirpowerstadion               | Bochum                   | Nadrenia Północna-Westfalia   | VfL Bochum                                                     | 1911                | 29 448          |         |
| 34  | Millerntor-Stadion              | Hamburg                  | Hamburg                       | FC St. Pauli                                                   | 1963                | 29 063          |         |
| 35  | Rosenaustadion                  | Augsburg                 | Bawaria                       | FC Augsburg (U-23, U-19), BC Augsburg-Oberhausen               | 1951                | 28 000          |         |
| 36  | SchücoArena                     | Bielefeld                | Nadrenia Północna-Westfalia   | Arminia Bielefeld                                              | 1926                | 27 300          |         |
| 37  | MDCC-Arena                      | Magdeburg                | Saksonia-Anhalt               | 1. FC Magdeburg                                                | 2006                | 27 250          |         |
| 38  | Carl-Benz-Stadion               | Mannheim                 | Badenia-Wirtembergia          | Waldhof Mannheim                                               | 1994                | 26 022          |         |
| 39  | Eintracht-Stadion               | Brunszwik                | Dolna Saksonia                | Eintracht Brunszwik, New Yorker Lions                          | 1923                | 25 540          |         |
| 40  | Bodenseestadion                 | Konstancja               | Badenia-Wirtembergia          | SC Konstanz-Wollmatingen                                       | 1935                | 25 000          |         |
| 41  | Jahnstadion                     | Marl                     | Nadrenia Północna-Westfalia   |                                                                | 1927                | 25 000          |         |
| 42  | Mage Solar Stadion              | Fryburg Bryzgowijski     | Badenia-Wirtembergia          | SC Freiburg                                                    | 1953                | 25 000          |         |
| 43  | Skatbank-Arena                  | Altenburg                | Turyngia                      | SV Motor Altenburg                                             | 1957                | 25 000          |         |
| 44  | Stadion Rote Erde               | Dortmund                 | Nadrenia Północna-Westfalia   | Borussia Dortmund                                              | 1926                | 25 000          |         |
| 45  | Heinz-Steyer-Stadion            | Drezno                   | Saksonia                      | Dresdner SC, Dresden Monarchs                                  | 1919                | 23 767          |         |
| 46  | Ellenfeldstadion                | Neunkirchen              | Saara                         | Borussia Neunkirchen                                           | 1912                | 23 400          |         |
| 47  | Stadion am Zoo                  | Wuppertal                | Nadrenia Północna-Westfalia   | Wuppertaler SV                                                 | 1924                | 23 067          |         |
| 48  | Rheinpreußen-Stadion            | Moers                    | Nadrenia Północna-Westfalia   | MSV Moers                                                      | 1929                | 23 000          |         |
| 49  | Fürstenbergstadion              | Gelsenkirchen            | Nadrenia Północna-Westfalia   | BV Horst-Süd                                                   | 1920                | 22 800          |         |
| 50  | Fuchs-Park-Stadion              | Bamberg                  | Bawaria                       | FC Eintracht Bamberg                                           | 1926                | 22 600          |         |
| 51  | Stadion der Freundschaft        | Chociebuż                | Brandenburgia                 | Energie Cottbus                                                | 1930                | 22 528          |         |
| 52  | Waldstadion Homburg             | Homburg                  | Saara                         | FC 08 Homburg                                                  | 1937                | 21 813          |         |
| 53  | Stadion An der Alten Försterei  | Berlin                   | Berlin                        | 1. FC Union Berlin                                             | 1920                | 21 717          |         |
| 54  | Donaustadion                    | Ulm                      | Badenia-Wirtembergia          | SSV Ulm 1846                                                   | 1925                | 21 500          |         |
| 55  | Stadion Niederrhein             | Oberhausen               | Nadrenia Północna-Westfalia   | Rot-Weiß Oberhausen                                            | 1926                | 21 318          |         |
| 56  | Hans-Walter-Wild-Stadion        | Bayreuth                 | Bawaria                       | SpVgg Oberfranken Bayreuth                                     | 1967                | 21 500          |         |
| 57  | Stadion Essen                   | Essen                    | Nadrenia Północna-Westfalia   | Rot-Weiss Essen, SGS Essen                                     | 2012                | 20 650          |         |
| 58  | Sparda-Bank-Hessen-Stadion      | Offenbach am Main        | Hesja                         | Kickers Offenbach                                              | 2012                | 20 500          |         |
| 59  | Stadion des Friedens            | Lipsk                    | Saksonia                      | SG Motor Gohlis-Nord                                           | 1923                | 20 500          |         |
| 60  | Dreiflüssestadion               | Pasawa                   | Bawaria                       | 1. FC Passau                                                   | 1969                | 20 000          |         |
| 61  | Jahnstadion                     | Mönchengladbach          | Nadrenia Północna-Westfalia   | Rheydter Spielverein                                           | 1922                | 20 000          |         |
| 62  | Paul-Greifzu-Stadion            | Dessau-Roßlau            | Saksonia-Anhalt               | SV Dessau 05                                                   | 1952                | 20 000          |         |
| 63  | Stadion Grüne Au                | Hof                      | Bawaria                       | SpVgg Bayern Hof                                               | 1913                | 20 000          |         |
| 64  | Friedrich-Ludwig-Jahn-Sportpark | Berlin                   | Berlin                        | Türkiyemspor Berlin, Berlin Adler                              | 1951                | 19 708          |         |
| 65  | Steigerwaldstadion              | Erfurt                   | Turyngia                      | FC Rot-Weiß Erfurt                                             | 1931                | 19 439          |         |
| 66  | Leimbachstadion                 | Siegen                   | Nadrenia Północna-Westfalia   | Sportfreunde Siegen                                            | 1957                | 19 400          |         |
| 67  | Stadion am Böllenfalltor        | Darmstadt                | Hesja                         | SV Darmstadt 98, Darmstadt Diamonds                            | 1921                | 19 000          |         |
| 68  | Auestadion                      | Kassel                   | Hesja                         | KSV Hessen Kassel                                              | 1953                | 18 800          |         |
| 69  | Stadion an der Gellertstraße    | Chemnitz                 | Saksonia                      | Chemnitzer FC                                                  | 1934                | 18 700          |         |
| 70  | Eilenriedestadion               | Hanower                  | Dolna Saksonia                | Hannover 96 II                                                 | 1922                | 18 500          |         |
| 71  | Sportforum Chemnitz             | Chemnitz                 | Saksonia                      |                                                                | 1926                | 18 500          |         |
| 72  | Ludwig-Jahn-Stadion             | Herford                  | Nadrenia Północna-Westfalia   | Herforder SV, SC Herford                                       | 1955                | 18.400          |         |
| 73  | Alfred-Kunze-Sportpark          | Lipsk                    | Saksonia                      | FC Sachsen Lipsk (2003–2009)                                   | 1915                | 18 000          |         |
| 74  | EWR-Arena                       | Wormacja                 | Nadrenia-Palatynat            | Wormatia Worms                                                 | 1927                | 18 000          |         |
| 75  | Ischelandstadion                | Hagen                    | Nadrenia Północna-Westfalia   | SSV Hagen                                                      | 1960                | 18 000          |         |
| 76  | Ludwig-Jahn-Stadion             | Ludwigsburg              | Badenia-Wirtembergia          | SpVgg Ludwigsburg                                              | 1938                | 18 000          |         |
| 77  | Möslestadion                    | Fryburg Bryzgowijski     | Badenia-Wirtembergia          | SC Freiburg II                                                 | 1922                | 18 000          |         |
| 78  | Rudolf-Kalweit-Stadion          | Hanower                  | Dolna Saksonia                | Arminia Hanower                                                | 1918                | 18 000          |         |
| 79  | Sportpark Johannisau            | Fulda                    | Hesja                         | Borussia Fulda                                                 | 1963                | 18 000          |         |
| 80  | Stadion am Bruchweg             | Moguncja                 | Nadrenia-Palatynat            | 1. FSV Mainz 05                                                | 1929                | 18 000          |         |
| 81  | Stadion Nattenberg              | Lüdenscheid              | Nadrenia Północna-Westfalia   | Rot-Weiß Lüdenscheid                                           | 1913                | 18 000          |         |
| 82  | Trolli Arena                    | Fürth                    | Bawaria                       | SpVgg Greuther Fürth                                           | 1910                | 18 000          |         |
| 83  | Waldstadion Weismain            | Weismain                 | Bawaria                       | SC Weismain                                                    | 1945                | 18 000          |         |
| 84  | Stadion Lohmühle                | Lubeka                   | Szlezwik-Holsztyn             | VfB Lübeck                                                     | 1924                | 17 869          |         |
| 85  | VfL-Stadion am Elsterweg        | Wolfsburg                | Dolna Saksonia                | VfL Wolfsburg II                                               | 1950                | 17 600          |         |
| 86  | Frankenstadion Heilbronn        | Heilbronn                | Badenia-Wirtembergia          | FC Heilbronn                                                   | 1922                | 17 284          |         |
| 87  | Jahnstadion                     | Getynga                  | Dolna Saksonia                | I. SC Göttingen 05                                             | 1913                | 17 000          |         |
| 88  | Osnatel-Arena                   | Osnabrück                | Dolna Saksonia                | VfL Osnabrück                                                  | 1933                | 16 667          |         |
| 89  | Hänsch-Arena                    | Meppen                   | Dolna Saksonia                | SV Meppen                                                      | 1924                | 16 500          |         |
| 90  | Stadion am Hünting              | Bocholt                  | Nadrenia Północna-Westfalia   | 1. FC Bocholt                                                  | 1948                | 16 500          |         |
| 91  | Sparkassen-Erzgebirgsstadion    | Aue                      | Saksonia                      | FC Erzgebirge Aue                                              | 1950                | 16 403          |         |
| 92  | Lohrheidestadion                | Bochum                   | Nadrenia Północna-Westfalia   | SG Wattenscheid 09                                             | 1966                | 16 233          |         |
| 93  | Herbert-Dröse-Stadion           | Hanau                    | Hesja                         | Hanau Hornets, Hanauer SC 1960                                 | 1951                | 16 000          |         |
| 94  | Stadion am Hermann-Löns-Weg     | Solingen                 | Nadrenia Północna-Westfalia   | 1. FC Union Solingen                                           | 1929                | 16 000          |         |
| 95  | Stadion der Freundschaft        | Gera                     | Turyngia                      | 1. FC Gera 03                                                  | 1954                | 15 900          |         |
| 96  | Audi Sportpark                  | Ingolstadt               | Bawaria                       | FC Ingolstadt 04                                               | 2010                | 15 700          |         |
| 97  | Ernst-Abbe-Sportfeld            | Jena                     | Turyngia                      | FC Carl Zeiss Jena                                             | 1924                | 15 610          |         |
| 98  | Bruno-Plache-Stadion            | Lipsk                    | Saksonia                      | Lokomotive Lipsk                                               | 1922                | 15 600          |         |
| 99  | Stadion am Quenz                | Brandenburg an der Havel | Brandenburgia                 | FC Stahl Brandenburg                                           | 1955                | 15 500          |         |
| 100 | Stadion an der Kreuzeiche       | Reutlingen               | Badenia-Wirtembergia          | SSV Reutlingen 05                                              | 1953                | 15 228          |         |
| 101 | Seppl-Herberger-Stadion         | Mannheim                 | Badenia-Wirtembergia          | Waldhof Mannheim II                                            | 1924                | 15 200          |         |
| 102 | Alpenbauer Sportpark            | Unterhaching             | Bawaria                       | SpVgg Unterhaching                                             | 1992                | 15 053          |         |
| 103 | Preußenstadion                  | Münster                  | Nadrenia Północna-Westfalia   | Preußen Münster                                                | 1926                | 15 050          |         |
| 104 | Mommsenstadion                  | Berlin                   | Berlin                        | Tennis Borussia Berlin                                         | 1930                | 15 005          |         |
| 105 | Benteler-Arena                  | Paderborn                | Nadrenia Północna-Westfalia   | SC Paderborn 07                                                | 2008                | 15 000          |         |
| 106 | Erdgas Sportpark                | Halle (Saale)            | Saksonia-Anhalt               | Hallescher FC                                                  | 2011                | 15 000          |         |
| 107 | Georg-Gaßmann-Stadion           | Marburg                  | Hesja                         | VfB Marburg                                                    | 1967                | 15 000          |         |
| 108 | Karl-Heitz-Stadion              | Offenburg                | Badenia-Wirtembergia          | Offenburger FV                                                 | 1958                | 15 000          |         |
| 109 | Marschweg-Stadion               | Oldenburg                | Dolna Saksonia                | VfB Oldenburg                                                  | 1951                | 15 000          |         |
| 110 | Münchfeldstadion                | Rastatt                  | Badenia-Wirtembergia          | FC Rastatt 04                                                  | 1962                | 15 000          |         |
| 111 | Willy-Sachs-Stadion             | Schweinfurt              | Bawaria                       | 1. FC Schweinfurt 05                                           | 1936                | 15 000          |         |
| 112 | Parkstadion                     | Gelsenkirchen            | Nadrenia Północna-Westfalia   | FC Schalke 04 (1973–2001)                                      | 1973                | 10 000 (62 000) |         |
| -   | Rheinstadion                    | Düsseldorf               | Nadrenia Północna-Westfalia   | Fortuna Düsseldorf (1926–2002)                                 | 1926                | rozebrano       |         |
| -   | Stadion am Gesundbrunnen        | Berlin                   | Berlin                        | Hertha BSC (1924–1963)                                         | 1924                | rozebrano 1974  |         |